# 中央戏剧学院实验剧场
中央戏剧学院实验剧场，位于北京市东城区东棉花胡同39号中央戏剧学院内。

## 简介
中央戏剧学院实验剧场始建于1978年。1983年5月，中央戏剧学院实验剧场新建筑落成，建筑师为刘力。该剧场位于中央戏剧学院校园内西侧，当时，总建筑面积5300平方米，占地面积大约4200平方米，设957个座位（含两边的小挑台供教学和管理人员临时用的36个座位），是供话剧演出、带实验性质的专业剧场。
1997年，邵逸夫投资改善该剧场的设备和条件，随后该剧场更名为中央戏剧学院逸夫剧场。2010年代，正式名称复为中央戏剧学院实验剧场。